# قلعة شاهدج
قلعة شاهدج هي قلعة تاريخية تعود إلى عهد الدولة السلجوقية، وتقع في مقاطعة نهبندان. كانت معقلاً للإسماعيليين النزاريين.تم الاستيلاء عليها وتدميرها في حملة السلطان السلجوقي محمد الأول ضد النزاريين. تقع أطلالها الواضحة والخلابة على بعد حوالي 8 كيلومترات جنوب أصفهان على قمة جبل صوفي.

## التاريخ
كانت شاهدج حصنًا في وسط بلاد فارس، وتقع في الطريق الاستراتيجي المؤدي إلى أصفهان، عاصمة الإمبراطورية السلجوقية.
ينسب المؤرخ ابن الأثير بناء القلعة (التي أطلق عليها اسم «قلعة أصفهان») إلى السلطان السلجوقي ملكشاه ، ولكن من المرجح أنها تعود إلى ما قبل، حتى في وقت مبكر من العصر الساساني قبل الإسلام، وأعاد السلطان السلجوقي ببساطة بناء القلعة التي كانت بالقرب من عاصمته. منذ ذلك الحين ، أصبح اسم شاهدج أكثر شيوعًا. اكتسبت القلعة شهرتها بفضل نشاط الإسماعيليين النزاريين، وكان الإسماعيليون في منطقة أصفهان في القرن الحادي عشر، وأنشأ داعي بلاد فارس والعراق عبد الملك بن عطاش مقره الرئيسي في أصفهان. بعد أن استولى حسن الصباح على قلعة ألموت، شجع عبد الملك بن عطاش ابنهُ أحمد الاستيلاء على القلعة. وقد تظاهر بأنه مدير لمدرسة وقام تدريجياً بتحويلها لقوة الحامية للقلعة، ومعظمهم من أصول ديلمية ذات ميول شيعية. بحلول عام 1100 ، استولى على القلعة وبدأ في إعادة تحصينها على غرار القلاع الإسماعيلية الأخرى في بلاد فارس. بدأ أحمد في تحصيل الضرائب من الأحياء المجاورة. كانت شاهدج مهمة من الناحية الاستراتيجية لأنها كانت تحرس الطريق الرئيسي المؤدي إلى أصفهان، عاصمة سلاجقة. كان الاستيلاء عليها نجاحًا استراتيجيًا كبيرًا للنزاريين.

### حصار شاهدج
في عام 1107، بعد فترة وجيزة من توليه السلطة، بدأ السلطان السلجوقي محمد الأول، ابن ملكشاه ، حملة ضد الإسماعيليين النزاريين، مع التركيز على شاهدج، وحاصر القلعة بقوة كبيرة. في محاولة لفك الحصار، حاول أحمد إشراك المتعاطفين مع الإسماعيلية في المعسكر السلجوقي وعلماء الدين السنة في نقاش ديني طويل، محاولًا إقناعهم بأن الإسماعيليين مسلمون حقيقيون أيضًا، مختلفين فقط. في مسألة الإمامة. لذلك، حملة السلطان غير شرعية دينياً. انتهى النقاش أخيرًا بعد عام واستمر الحصار. في مفاوضات أخرى بدأها السلطان السلجوقي، تساوم النزاريون على حصن آخر، لكن هذه المفاوضات باءت بالفشل وانتهت بمهاجمة وإصابة قائد السلطان السلجوقي المُناهض للنزارية. في وقت لاحق، تم التوصل إلى اتفاق: جزءاً من الحامية سيُمنح ممرًا آمنًا إلى القلاع الإسماعيلية الأخرى في أراجان وقوهستان، والباقي حوالي ثمانين رجلاً إجمالاً، الذين لم يكن لديهم سوى جناح من القلعة، كان عليهم الاستسلام ثم انتقلوا إلى ألموت بعد تلقيهم نبأ وصول إخوانهم الإسماعيليين. تم تلقي هذا الخبر ، لكن أحمد رفض مغادرة القلعة، وقرر على ما يبدو القتال حتى النهاية. هاجم السلاجقة القلعة، ودافع أحمد ومجموعته الصغيرة من المقاتلين عن أنفسهم من برج إلى برج. قُتل معظم المقاتلين الإسماعيليين بينما تمكن القليل منهم من الفرار. تم القبض على أحمد وانتحرت زوجته. تم إعدام أحمد وابنه وأُرسلت رؤوسهم إلى الخليفة العباسي المستظهر في بغداد. تم هدم القلعة على يد السلطان السلجوقي الذي كان يخشى أن يستعيد الإسماعيليون القلعة. على ما يبدو، تم تدمير قلعة خانلانجان، وهي معقل إسماعيلي قريب، خلال هذه الحملة. لذلك فقد الإسماعيليون النزاريون نفوذهم في منطقة أصفهان.